# Горобчук Іван Іванович
Іва́н Іва́нович Горобчу́к (нар. 17 грудня 1957, Мончин) — український живописець; член Національної спілки майстрів народного мистецтва України з 2004 року (голова її Вінницького обласного осередку з січня 2010 року) та  Вінницької обласної організації Національної спілки художників України з 2012 року. Заслужений майстер народної творчості України з 2009 року.

## Біографія
Народився 17 грудня 1957 року у селі Мончині (нині Вінницький район Вінницької області, Україна). Освіта середня. Творчу діяльність почав у 1987. Наприкінці 90-х років проявив себе в народному малярстві, розпочавши роботу над циклом творів, присвячених міфопоетичному світу українського села. Учасник обласних, всеукраїнських художніх виставок від 1999.
У 2008 році Іван Горобчук став переможцем Міжнародного фестивалю живопису і графіки «Парад традицій» у Харкові.

## Творчість
- Серія міських краєвидів
- Жанрові картини, присвячені звичаям і традиціям українського села
- Тематика українського козацтва
- Іконопис

Його роботи зберігаються у Фонді культури, у Малій Академії мистецтв України, у Вінницькому обласному краєзнавчому музеї, в українському посольстві у Сан-Франциско (США), у приватних колекціях Америки, Франції, Німеччини, Ізраїлю.

## Виставки
Брав участь у багатьох художніх виставках в Україні, Польщі

### Персональні виставки
- «Подих міських вулиць» — 2002, Вінниця[3]
- «Пори року» — 2003, Вінниця
- «Дует після дощу» — 2005, Вінниця, Київ (Фонд культури)[4]
- «Народний живопис в мізансцені», Вінниця
- «По зову серця» — 2007, Вінниця
- «Духовність і художник» — 2008, Вінниця
- «Подільські пасторалі» — 2009, Вінниця[5][6]
- «Козак Мамай» — 2009, Вінниця[7]
- «Вінницькі автографи» — 2009, Харків (галерея «Маестро»)
- «Народний живопис» — 2010, Київ (галерея «Грифон»)[8]
- «Народні мотиви» — 2010, Київ («Російський центр науки і культури»)
- «Іконопис з майстерні І. Горобчука» — 2010, Київ (ОЦНТ)
- «Іконопис» — 2010—2011, Київ (Софія Київська)
- «Народний живопис» — 2011, Київ (НСМНМУ)
- «Художник і образ» — 2012, Вінниця[9][10]
- «Різдвяна зірка» — 2013, Вінниця[11]
- «Роде мій подільський» — 2014, Вінниця[12]
- «Мінорний настрій. Етюди» — 2015, Вінниця[13]
- «Блюз на волинках» — 2016, Вінниця[14]
- «Серцю близькі краєвиди» — 2019, Вінниця (ОЦНТ)